# Alexander Wladimirowitsch Sachartschenko

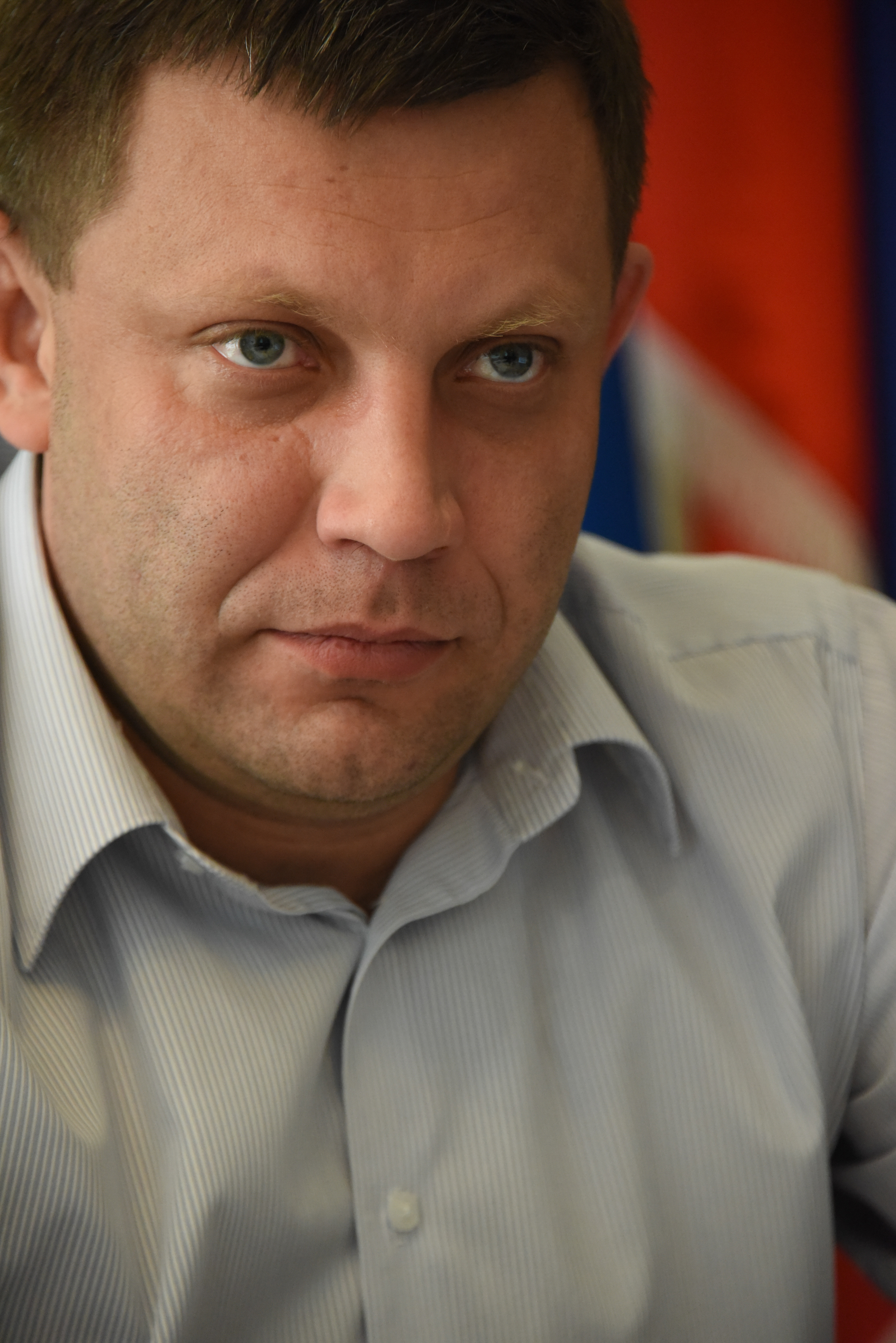
Alexander Sachartschenko im Juni 2015

Alexander Wladimirowitsch Sachartschenko (russisch Александр Владимирович Захарченко; ukrainisch Олександр Володимирович Захарченко; * 26. Juni 1976 in Donezk; † 31. August 2018 ebenda) war ein ukrainischer Separatistenführer und Oberhaupt der selbstproklamierten und international nicht anerkannten Volksrepublik Donezk.

## Leben
Sachartschenko, Sohn eines Bergmannes, absolvierte nach Abschluss der Schule das Donezker Technikum für Industrieautomatisierung. Ein Studium am Donezker Juristischen Institut brach er ab. Er begann, als Elektriker im Bergbau zu arbeiten, und war anschließend unternehmerisch tätig. Medienberichten zufolge handelte er u. a. mit illegal geförderter Kohle.
2010 trat Sachartschenko der pro-russischen, aus Charkiw stammenden Organisation „Oplot“ (Bollwerk) bei, die Kampfsport und politische Aktionen miteinander verband. Ab 2013 war er Leiter der Donezker Abteilung von Oplot. Mit Beginn der Euromaidan-Proteste nahm Sachartschenko an den Gegendemonstrationen teil, dem sogenannten Anti-Maidan.
Im Zuge des Krieges in der Ukraine nahm er mit anderen Oplot-Mitgliedern am 16. April 2014 am Sturm des Gebäudes der Donezker Regionalverwaltung teil. Zusammen mit anderen Demonstranten forderten sie dort ein Referendum über den zukünftigen Status der Oblast Donezk.
Oplot nahm schnell eine führende Rolle in der lokalen separatistischen Bewegung ein; Sachartschenko wurde im Mai 2014 im Rang eines Majors als Militärkommandant von Donezk eingesetzt und anschließend „Stellvertreter des Innenministers der Volksrepublik Donezk“. Er nahm selbst an Kämpfen teil und wurde nach Angaben russischer Medien am 22. Juli 2014 unweit des Dorfes Koschewnja verwundet.
Am 8. August 2014 löste Sachartschenko den Russen Alexander Borodai als Anführer der selbstproklamierten Volksrepublik Donezk ab. Für die Kandidatur stimmten 50 Abgeordnete bei einer Gegenstimme und sechs Enthaltungen. Borodai wurde sein Berater und 1. Vizepremier. Die staatliche russische Nachrichtenagentur RIA Novosti berichtete, am 30. August 2014 seien Schüsse auf Sachartschenkos Fahrzeug abgegeben worden, durch die sein Chauffeur verwundet worden sei, Sachartschenko selbst jedoch unverletzt geblieben sei.
Er nahm an den Verhandlungen der OSZE-Kontaktgruppe teil und verkündete am 5. September 2014, zusammen mit dem ehemaligen ukrainischen Präsidenten Leonid Kutschma, der OSZE-Gesandten Heidi Tagliavini, dem russischen Botschafter in der Ukraine Michail Surabow und dem Milizenführer der Volksrepublik Lugansk Igor Plotnizki, das Protokoll von Minsk, in dem u. a. ein Waffenstillstand vereinbart wurde. Ende Januar 2015 machte die OSZE in einer in der Diplomatie sonst unüblichen Deutlichkeit die Volksrepublik sowie das Fernbleiben Sachartschenkos wie auch Plotnizkis bei den Gesprächen für ein weiteres Scheitern bei der Implementierung des Waffenstillstandsabkommens vom September verantwortlich.
Am 11. Oktober 2014 wurde Sachartschenko als erster Kandidat für den Posten des Oberhauptes der selbstproklamierten Donezker Volksrepublik aufgestellt.
Am 2. November fanden, entgegen den Bestrebungen der OSZE-Kontaktgruppe, in den proklamierten Volksrepubliken Donezk und Lugansk gemäß Formulierung der OSZE „sogenannte Wahlen“ statt. Die OSZE schloss eine Beobachtung des Vorganges aus, da er den Friedensplan gefährde; diese Meinung teilte UNO-Generalsekretär Ban Ki-moon, dessen Ansprache und Erklärungen das Wort „Wahlen“ konsequent in Anführungszeichen stellten oder den Begriff „sogenannte Wahlen“ verwendeten.
Noch während der Auszählung der Stimmzettel wurde Sachartschenko als „Republikchef“ bestätigt. Nachdem bis zum frühen Morgen mehr als die Hälfte der Stimmen ausgezählt waren, lag Sachartschenko uneinholbar vorn.
Das Resultat von 75,6 Prozent für Sachartschenko wurde einzig von Russland respektiert, jedoch ausdrücklich nicht anerkannt.
Er wurde am 12. September 2014 nach der völkerrechtswidrigen  Annexion der Krim durch Russland auf die Sanktionsliste der Europäischen Union gesetzt.
Am 31. August 2018 starb Sachartschenko bei einer Explosion im Restaurant „Separ“ im Zentrum von Donezk. Das Restaurant gehörte nach Angaben russischer Medien seinem leitenden Leibwächter und lag unweit von Sachartschenkos Residenz. Sachartschenko reihte sich damit in eine Liste von Führungsfiguren der Separatisten ein, die bei Anschlägen ums Leben kamen, darunter Arsen Pawlow (Kampfname „Motorola“), Michail Tolstych (Kampfname „Giwi“) und Alexander Alexandrowitsch Bednow (Kampfname „Batman“). Das russische Außenministerium gab noch am selben Tag der Ukraine die Schuld, kündigte alle Gespräche im Minsk-II-Format auf und forderte später eine Untersuchung. Am selben Abend sprach der russische Präsident Putin sein Beileid aus und nannte die Umstände, die zu Sachartschenkos Tod führten, einen „feigen Mord“. Die Ukraine wie auch die unabhängige russische Investigativzeitung Nowaja gaseta hatten hingegen mitgeteilt, dass dem Angriff ein Konflikt zwischen den Kommandeuren und ihren russischen Förderern vorausgegangen sei. Auch sei nicht auszuschließen, dass russische Sicherheitsdienste eine Chance gesehen hätten, den für Russland lästig gewordenen Sachartschenko zu ersetzen, das sei schon in den Wochen zuvor Thema gewesen und Russland habe bis nach seiner Ermordung kein Interesse daran gezeigt, die von den Separatisten angestrebten „Wahlen“ zu unterstützen. Der bisherige stellvertretende Premierminister Dmitri Trapesnikow wurde in Nachfolge von Sachartschenko zum „Interimspräsidenten“ ernannt. Bis heute (Stand 2023) ist ungeklärt, wer für den Anschlag verantwortlich ist.
Bei seiner öffentlichen Beerdigung in Donezk erschienen, je nach Schätzung, zwischen 30.000 und 100.000 Menschen. Sachartschenko war verheiratet und Vater von vier Söhnen. Sachartschenkos Nachfolger Denis Puschilin reiste vor seiner Ernennung nach Moskau.
In Grosny, Jakutsk, Omsk und anderen russischen Städten wurden Straßen zu seinen Ehren benannt.

## Menschenrechtsverletzungen
Seit Beginn des Krieges ereigneten sich mehrere Fälle des Verschwindenlassens in der selbstproklamierten Volksrepublik Donezk. Sachartschenko erklärte, seine Einheiten würden täglich bis zu fünf ukrainische „subversive“ Personen festnehmen. Das Centre for Release of Captives nimmt an, dass im Dezember 2014 über 632 Menschen von separatistischen Kräften illegal gefangen gehalten wurden. Am 2. Juni 2017 wurde der freie Journalist Stanislaw Assjejew festgenommen. Zunächst bestritten die Behörden der sogenannten Volksrepublik Donezk, vom Verbleib Assjejews zu wissen, bis sie am 16. Juli bestätigten, dass er wegen Spionage festgenommen worden war. Amnesty International forderte von Sachartschenko vergeblich die Freilassung des Journalisten. Erst nach dem Tod Sachartschenkos kam Assjejew im Rahmen eines Gefangenenaustausches frei.

## Politische Positionen
2014, während der ersten „Wahlen“ der Volksrepublik Donezk, gab Sachartschenko an, sein Ziel sei es einen „normalen […], einen guten und gerechten“ Staat aufzubauen. Die Anhebung des Rentenniveaus auf das von Polen nannte er als Fernziel.
Ohne Krieg könne der ressourcenreiche Donbass eines Tages so wohlhabend wie die Vereinigten Arabischen Emirate werden.
Im Juli 2015 erklärte Sachartschenko, er habe in zwei Situationen Achtung gegenüber der ukrainischen rechtsextremen Partei Prawyj Sektor empfunden: „Zum ersten Mal in meinem Leben habe ich Respekt gegenüber ihnen empfunden. Ich habe sie in zwei Momenten respektiert: als sie die Schwulen in Kiew verprügelt haben und als sie versuchten, Poroschenko abzusetzen. Mir wurde klar, dass der Prawyj Sektor ganz normale Männer wie wir sind.“

### Russische Expansion
Am 26. August 2014 erklärte Sachartschenko, dass er eine föderalistische Ukraine ausschließe und nur eine eigenständige und unabhängige Volksrepublik Donezk befürworte.
Im Januar 2015 verkündete er, er wolle weitere Gebiete der Ukraine erobern. „Wir müssen alle Territorien zurückbekommen, die uns gehören. Sei es durch Verhandlungen oder auf anderem Weg“, sagte er. Dazu gehöre zum Beispiel auch die Hafenstadt Mariupol.
In einem 2016 via YouTube verbreiteten Interview äußerte Sachartschenko: Er spreche in Bezug auf die Zukunft „nicht nur von Kiew“. „Es geht nicht einmal nur darum, Berlin zu nehmen. Man muss darüber hinausgehen und ganz Britannien als solches nehmen. Das ganze Unglück unseres Schicksals als Russen, das sind die Angelsachsen.“ Nach der Einnahme Großbritanniens aber werde das „goldene Zeitalter Russlands“ anbrechen. Sachartschenko rief dazu auf, „das gesamte Territorium, welches das Russische Reich verloren hat, unter Kontrolle“ zu bringen. Zu diesen Gebieten gehörten neben den baltischen Staaten auch Finnland, ein Teil Polens, Moldau, Georgien, Armenien und Aserbaidschan sowie die zentralasiatischen Republiken. Russland müsse sich „all das holen“, was es zu Beginn des Krimkriegs (1853 bis 1856) hätte „bekommen sollen“. In diesem Krieg hatten Truppen des Russischen Kaiserreichs Gebiete im heutigen Rumänien besetzt und Russland hatte das Osmanische Reich aufgefordert, den russischen Zaren als Protektor des Heiligen Landes anzuerkennen.

### Vorwurf des Antisemitismus
In einer im russischen Staatsfernsehen übertragenen Konferenz im Februar 2015 erklärte Sachartschenko, in Kiew herrschten „armselige Vertreter des großartigen jüdischen Volkes“. Die Regierenden in Kiew hätten es nicht verdient, die Nachkommen der Kosaken anzuführen und Taras Schewtschenko „würde sich im Grabe umdrehen angesichts solcher Anführer“. Sachartschenkos (zum damaligen Zeitpunkt unzutreffende) Behauptung, dass die Ukraine von Juden regiert werde, konkurrierte mit der in russischen Staatsmedien verbreiteten Unterstellung, die Ukraine werde von einer „faschistischen Junta“ regiert.